# Souimanga strié
Kurochkinegramma hypogrammicum
Genre
Espèce
Statut de conservation UICN

 LC  : Préoccupation mineure
Le Souimanga strié (Kurochkinegramma hypogrammicum) est une espèce de passereau appartenant à la famille des Nectariniidae. C'est la seule espèce du genre Kurochkinegramma.
On le trouve en Birmanie, au Brunei, Cambodge, en Chine, Indonésie, au Laos, en Malaisie, Singapour, Thaïlande et au Vietnam.
Il habite les forêts subtropicales ou tropicales humides en plaine.